# KCCI Tower
KCCI Tower – maszt radiowy w Stanach Zjednoczonych, w stanie Iowa, w mieście Alleman. Został wybudowany w 1974 roku. Jego wysokość wynosi 609,6 metra. Jego elementy zostały wyprodukowane przez zakład Kline Iron and Steel Company, Columbia, S.C..